# That That
«That That» es una canción grabada e interpretada por el cantante surcoreano PSY, junto con el rapero surcoreano Suga de la banda BTS, como parte de su octavo álbum de estudio Psy 9th. La canción fue escrita y producida por PSY y Suga. Fue lanzada para su descarga digital y streaming el 29 de abril de 2022, como el sencillo principal del álbum a través de P Nation.

## Antecedentes
El 26 de abril de 2022, "That That", se anunció como el sencillo principal del octavo álbum de estudio de PSY, PSY 9th. La canción fue escrita y producida por PSY y Suga. La mezcla estuvo a cargo de Tony Maserati y la masterización a cargo de Chris Gehringer, de Sterling Sound.
La canción fue lanzada para su descarga digital y streaming por P Nation el 29 de abril de 2022.

## Video musical
El vídeo musical de «That That» se grabó en una playa arenosa de Incheon a mediados de marzo. Según PSY, hacía frío y lluvia, lo que provocó algunas dificultades durante la filmación, ya que la arena se embarraba y hacía que sus pies se hundieran en el suelo. Obtuvo más de 30 millones de vistas en 24 horas de su lanzamiento y más de 100 millones de vistas en una semana de su lanzamiento.

## Posicionamiento en listas
| Listas (2022)                    | Mejor posición |
| -------------------------------- | -------------- |
| Australia (ARIA)                 | 49             |
| Nueva Zelanda Hot Singles (RMNZ) | 7              |
| Corea del Sur (Gaon)             | 36             |
| Reino Unido (UK Singles Chart)   | 61             |